# هاموی

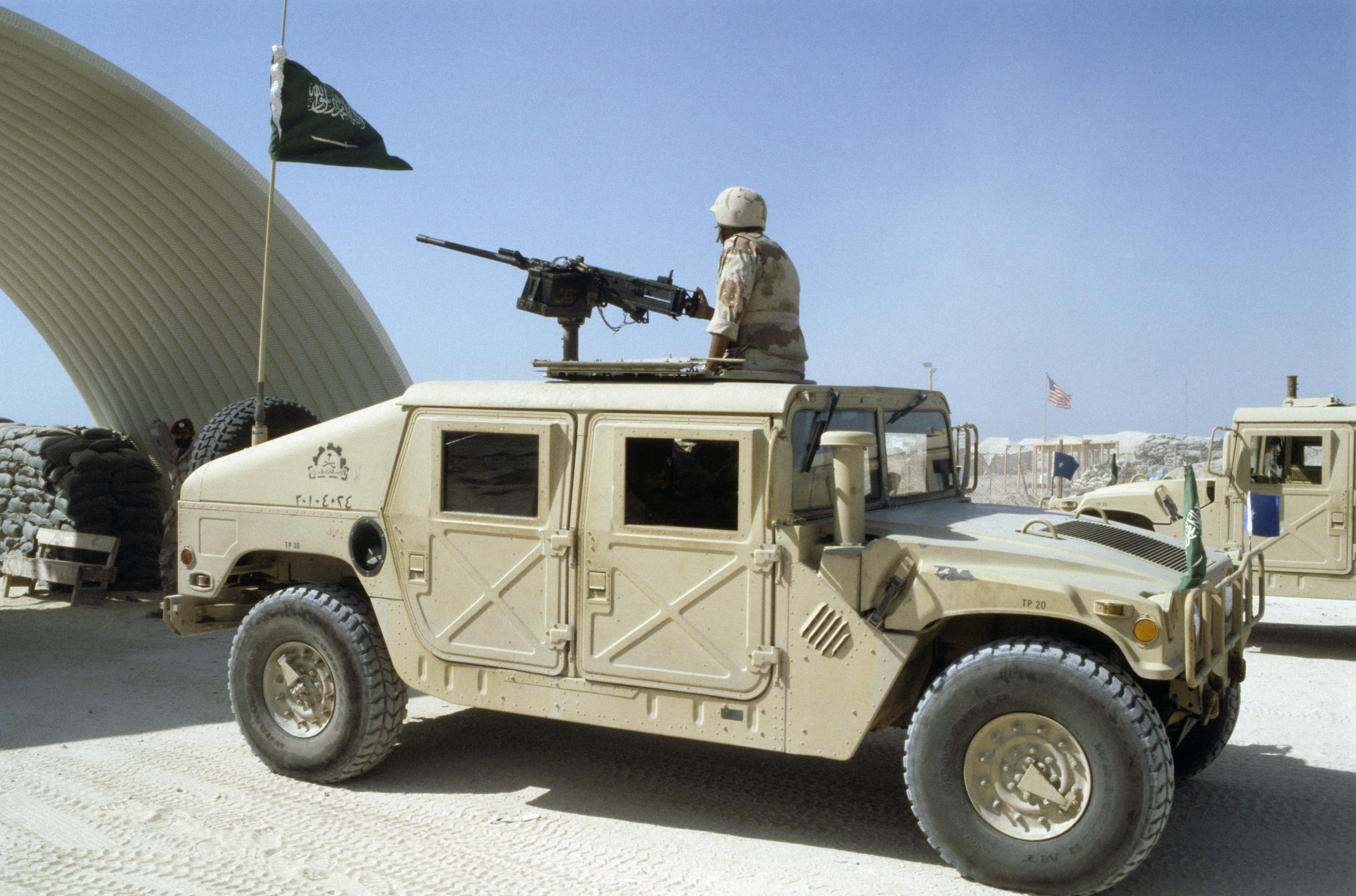
هاموی ارتش عربستان مسلح به تیربار سنگین ام۲ برونینگ

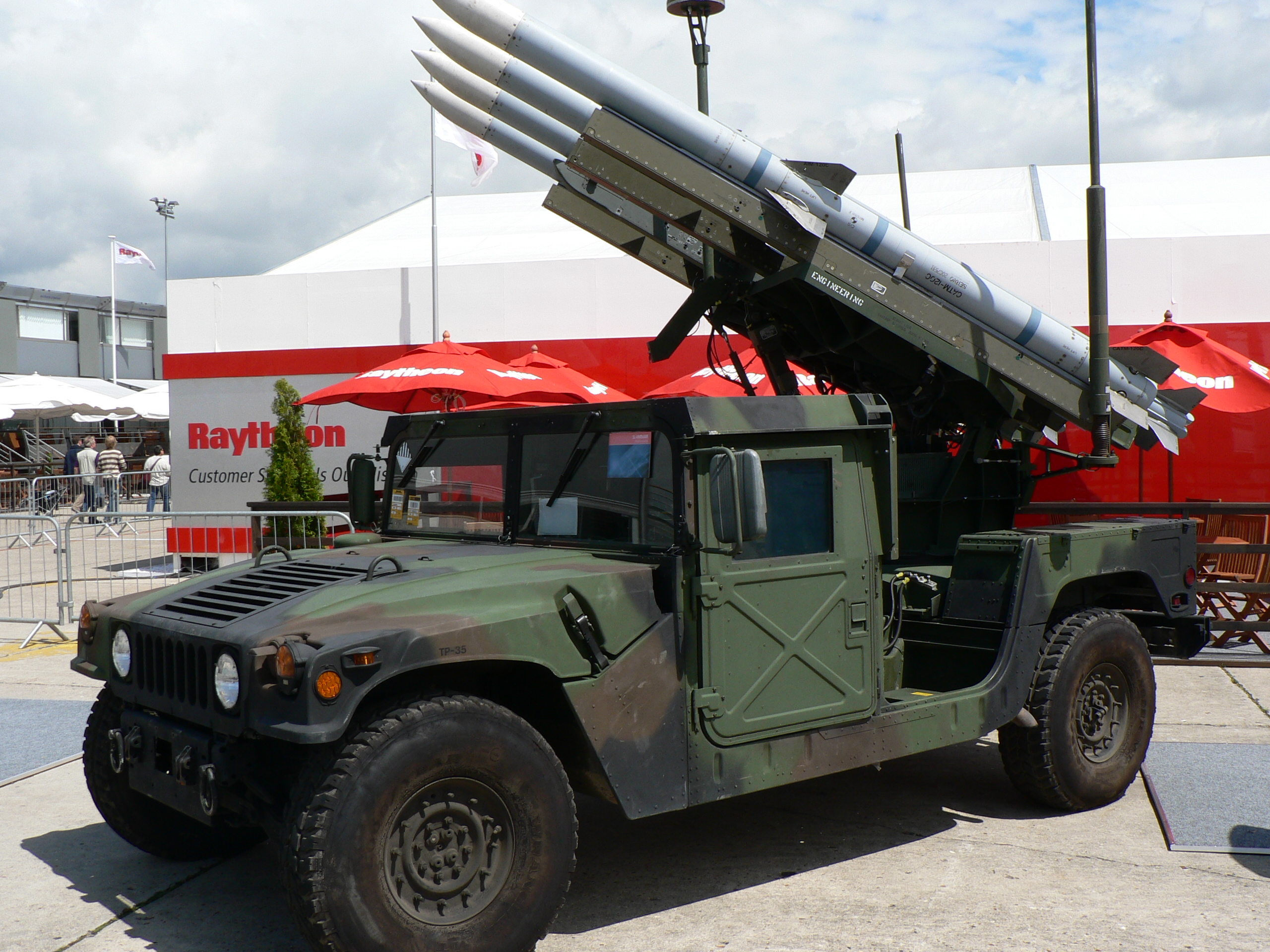
هاموی مجهز به موشک‌های سطح‌به‌هوای ریتیون

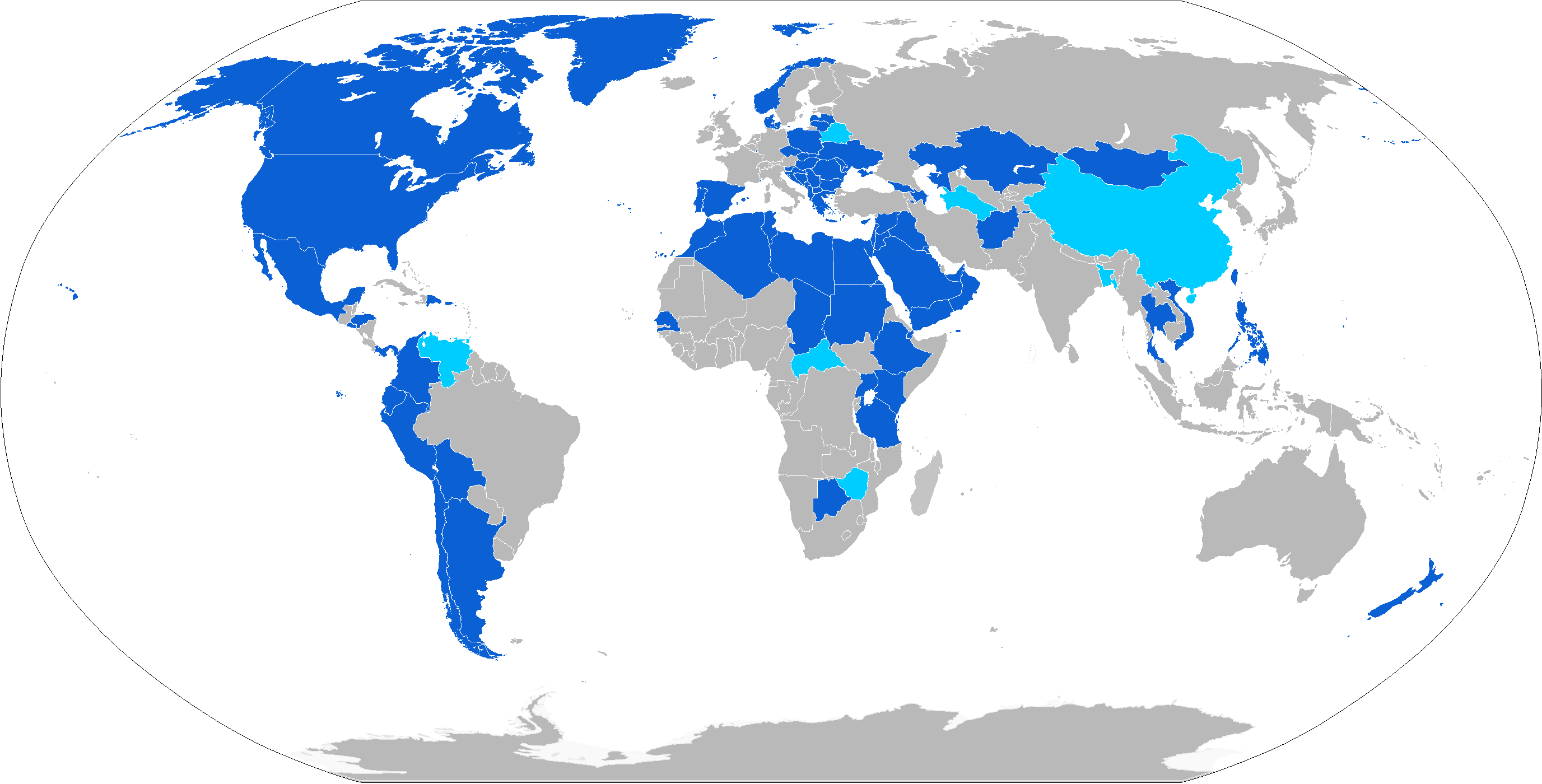
کشورهای کاربر هاموی - کشورهای آبی روشن از کپی چینی هاموی استفاده می‌کنند

هامر اچ وان (HMMWV) با نام کامل خودروی چرخ‌دار چندمنظورهٔ قابلیت تحرک بالا (High Mobility Multipurpose Wheeled Vehicle) یک خودرو نظامی چهارچرخ سبک با موتور دیزلی است که شرکت ای‌ام جنرال و جنرال موتورز برای ارتش آمریکا طراحی و تولید کرده‌است. هاموی از سال ۱۹۸۵ به عنوان جایگزین چند خودروی جیپ، آمبولانس و باری وارد ارتش آمریکا شد و در سال‌های بعد ارتش‌های ده‌ها کشور دیگر دنیا نیز از آن استفاده کردند. این خودرو برای حرکت در هر نوع جاده، در هر گونه شرایط اقلیمی طراحی شده و قدرت تحرک مناسبی در خارج از جاده دارد. جنرال موتورز نوع غیرنظامی این خودرو را نیز با نام هامر تولید کرده‌است.
خودرو هاموی برای انجام مأموریت در بدترین محیط ممکن یعنی در وضعیت جنگی ساخته شده و در طراحی آن توجهی به زیبایی ظاهری نشده‌است. سربازانی که از این خودرو استفاده می‌کردند با توجه به ظاهر نازیبا و قدرتمند این خودرو به آن لقب «جیپ استروئیدی» را داده‌اند. هاموی در ۱۱ مدل مورد استفاده ارتش آمریکاست که به عنوان نفربر، حمل و نقل بار و مهمات، آمبولانس، سکوی شلیک موشک ضدتانک تاو و خودروی گشتی ساخته شده‌اند. هاموی از دنده اتوماتیک، ترمز هیدرولیک، و سیستم الکتریکی ۲۴ ولت استفاده می‌کند. این خودرو قادر است در آب‌هایی به عمق ۷۶ سانتیمتر حرکت کند و اگر لوازم مخصوص حرکت در آب بر آن نصب شود امکان حرکت در آب‌هایی به عمق یک و نیم متر را خواهد داشت. حداکثر سرعت هاموی ۱۰۵ کیلومتر در ساعت است و برد عملیاتی آن در بزرگراه حدود ۵۶۰ کیلومتر است. برخی از هاموی‌ها به سیستم تنظیم فشار هوای تایر مجهز شده‌اند تا راننده بتواند با توجه به شرایط ناهمواری فشار مناسب را برای تحرک بهتر خودرو انتخاب کند.
مدل‌های سری ام۹۹۸ آ وزنی در حدود ۲۳۵۰ کیلوگرم داشته و توانایی حمل حدود ۱۱۰۰ کیلوگرم بار را دارند. یک موتور ۶۲۰۰ سی‌سی دیزلی به قدرت ۱۵۰ اسب بخار در ۳۶۰۰ دور در دقیقه همراه با دنده اتوماتیک ۳ وضعیتی نیروی پیشرانه آن‌ها را تأمین می‌کند. مدل ام۱۰۹۷آ۲ که اکنون در خط تولید است حدود ۳۰۰ کیلو سنگین‌تر شده اما به لطف موتور پرقدرت‌تر ظرفیت حمل بار آن تقریباً دو برابر شده و به دو تن رسیده‌است. در این سری یک موتور دیزلی وی-۸ ۶۵۰۰ سی‌سی به قدرت ۱۹۰ اسب بخار همراه با دنده اتوماتیک ۴ وضعیتی نصب شده‌است. در مدل ام۱۱۱۳ که گنجایش بیشتری دارد وزن خودرو به ۲۹۰۰ کیلوگرم افزایش یافته و ظرفیت حمل بار هم به حدود ۲۳۰۰ کیلوگرم افزایش یافته‌است. نیروی محرکهٔ ام۱۱۱۳ هم از موتور توربوشارژ دیزلی وی-۸ ۶۵۰۰ سی‌سی تأمین می‌شود. مدل زره‌پوش ام۱۱۴ نیز از سال ۱۹۹۶ با افزودن یک پکیج زرهی فولادی و شیشه‌های ضدگلوله برای حفاظت سرنشینان از سلاح‌های سبک تولید می‌شود.
هاموی ارتفاع کمی در حدود ۱۸۰ سانتیمتر و عرض زیادی در حدود ۲۱۵ سانتیمتر دارد و طول آن ۴۵۷ سانتیمتر است. این ابعاد به معنی خودرویی باثبات است که احتمال چپ کردن آن بسیار کم است. برعکس جیپ‌های ام۱۵۱ که ثبات و تعادل خوبی نداشتند.<ref>HMMWV FEATURES & Design بایگانی‌شده  در ۵ سپتامبر ۲۰۱۶ توسط Wayback Machine در بعضی موارد زره اضافی که در برابر ak47 کلاشینکوف مقاومت دارد نصب می‌شود.